# Anniversary
Anniversary是日本二人組合近畿小子的第20張單曲。於2004年12月22日由傑尼斯娛樂唱片公司發行。

## 概要
本作並無收錄C/W曲及純樂版，A面及編曲版2首以500日元(不含稅)的價格來發行。
與前一個作品相隔11個月的單曲，在這個時間點是KinKi Kids單曲發行相隔最久的時間(之後發行的「永遠」～「Secret code」間隔時間也相同，但2010年發行的「Family～讓我們在一起」與前一個作品相隔1年1個月，再之後2013年發行的「尚未化作淚水的哀傷/戀情雖美終將凋零」與前一個作品相隔1年9個月發行，打破此作的紀錄。
當初預計與專輯一起在12月8日發行，但發行前突然的延期。因此在12月上旬已在音樂節目等節目上表演過，唱片行或線上商店，網路上皆是發表12月8日發行

## 排行榜成績
本作品在2005年1月3日公佈的日本公信排行榜以首周35.5萬的銷售量獲得第一名。
另外與本作品同一天發行的『KinKi Single Selection Ⅱ』也同時得到冠軍，單曲及專輯初登場同時得到冠軍是史上第7次。以團體本身是自出道單曲「玻璃少年」與專輯「A album」的紀錄以來相隔了7年5個月。與濱崎步並列史上最多，達成2次的創舉。
CD的累計銷量的機錄是52.6萬張(日本公信榜調查)，自2001年發行的「情熱」以來累計銷量超過50萬張。
另外，是繼1999年的「雨的旋律／to Heart」以來連續佔據日本公信榜周冠軍，連續3周冠軍是自1998年的「擁抱全部/青春時代」(4周連續)以來。

## 收錄曲
１.Anniversary
　　（作詞：Satomi / 作曲：織田哲郎 / 編曲：家原正樹）
　作曲是自2001年的「在我背上的翅膀」以來由織田提供。之後織田在自己的專輯『MELODIES』中重新翻唱。
　歌詞變成用直接的愛情表現來慶祝記念日的內容。
２.Anniversary -20th. memorial version-
　　（作詞：Satomi / 作曲：織田哲郎 / 編曲：安部潤）
　此版本的演奏主要是弦樂器，以歌唱為主的改編版。
1. ↑  . ORICON STYLE. 2006-04-10  [2015-11-29]. （原始内容存档于2015-12-08）.
2. ↑  2005年上半期ヒットチャート （页面存档备份，存于） オリコン 2016年12月18日閲覧
3. ↑  2005年CDシングル売上ランキング （页面存档备份，存于） オリコン 2015年12月19日閲覧
4. ↑  . ORICON NEWS.   [2020-07-08]. （原始内容存档于2018-07-15）.
5. ↑  . ORICON NEWS.   [2020-07-08]. （原始内容存档于2018-06-22）.
6. ↑  . ORICON NEWS.   [2020-07-08]. （原始内容存档于2018-07-15）.